# 29214 Apitzsch
29214 Apitzsch este un asteroid din centura principală, descoperit pe 2 octombrie 1991, de Lutz Schmadel și Freimut Börngen.